# 小林浩康
小林 浩康（こばやし ひろやす、1972年 - ）は、日本のアニメ監督、CGI監督、デザイナー、実業家。株式会社カラー取締役。新潟県柏崎市出身。武蔵野美術大学大学院造形研究科日本画コース修了。

## 経歴
マットペインターとして映画の世界に入り、CGアーティストを経てスタジオカラー参加。
『ヱヴァンゲリヲン新劇場版：序』よりCGI監督、デザインワークス等を務める。
2017年7月、カラー・麻生塾・ドワンゴの3社で福岡に設立した、3DCGアニメスタジオ「プロジェクトスタジオQ」の取締役に就任。
2018年12月、ドワンゴ・KADOKAWA・カラー・インクストゥエンター・アソビシステムの５社で設立したバーチャルアニメ＆キャラクタースタジオ「リド」の取締役に就任。
2019年4月、プロジェクトスタジオQの代表取締役社長に就任した。

## 参加作品

### 劇場作品
- ミニモニ。THE（じゃ）ムービー お菓子な大冒険! （2002年）アートディレクター
- ヱヴァンゲリヲン新劇場版:序（2007年）CGI監督、デザインワークス
- ヱヴァンゲリヲン新劇場版:破（2009年）CGI監督、デザインワークス
- 劇場版 機動戦士ガンダム00 -A wakening of the Trailblazer-（2010年）モニターグラフィックス
- 攻殻機動隊 S.A.C. SOLID STATE SOCIETY 3D - （2011年）CG協力
- ヱヴァンゲリヲン新劇場版:Q（2012年) CGI監督、デザインワークス
- 宇宙戦艦ヤマト2199 星巡る方舟（2014年）モニターグラフィックス
- プロメア（2019年）3DCGディレクター
- シン・エヴァンゲリオン劇場版𝄇（2021年）CGI監督

### テレビアニメ
- ディノブレイカー（2005年）CG監督
- キルラキル（2013年）#23犬牟田変身BANK
- 監督不行届（2014年）グラフィックデザイナー
- 機動戦士ガンダムUC RE:0096（2016年）モニターワークス・ディスプレイデザイン
- 宇宙パトロールルル子（2016年）美術監督
- ダーリン・イン・ザ・フランキス （2018年）CGプロデューサー・モニターグラフィックス
- 機動戦士Gundam GQuuuuuuX（2025年）CGIアートディレクター[3]

### ウェブアニメ
- 攻殻機動隊ARISE EPISODE:[.jp]（2013年）デザインワークス
- 日本アニメ（ーター）見本市
  - 「龍の歯医者」（2014年）CGI監督
  - 「HILL CLIMB GIRL」（2014年）グラフィックデザイン・2Dワーク
  - 「Carnage」（2014年）字幕
  - 「電光超人グリッドマン　boys invent great hero」（2015年）コンピューターグラフィックス
  - 「おばけちゃん」（2015年）CG
  - 「オチビサン」（2015年）ビジュアルエフェクツ
  - 「I can Friday by day!」（2015年）モーショングラフィックス/デザイン
  - 「神速のRouge」（2015年）グラフィックデザイン・2Dワーク
  - 「ENDLESS NIGHT」（2015年）グラフィックデザイン
  - 「カセットガール」（2015年）原案、監督

### OVA
- 機動戦士ガンダムUC episode 3「ラプラスの亡霊」モニターワーク（2011年）
- 機動戦士ガンダムUC episode 4「重力の井戸の底で」モニターワーク（2011年）
- 機動戦士ガンダムUC episode 5「黒いユニコーン」モニターワーク（2012年）
- 機動戦士ガンダムUC episode 7「虹の彼方に」モニターワーク（2014年）

### 実写作品
- シン・ゴジラ（2016年）モニターグラフィックスデザイン、プリヴィズプロデューサー
- シン・ウルトラマン（2022年）CGIアートディレクター、タイトルロゴデザイン
- シン・仮面ライダー（2023年）ビジュアルデベロップメントディレクター、タイトルロゴデザイン

### その他
- メーウ『pair＊』（2011年）PV、監督
- 魔神ステーション（2013年）PV、監督
- ベネッセ チャレンジイングリッシュ（2015年）監督
- 日本アニメ（ーター）見本市 「機動警察パトレイバーREBOOT」（2016年）CGIプロデューサー
- 株式会社カラー創業10年記念作品「よいこのれきしアニメ　おおきなカブ（株）」（2016年）画コンテ、監督
- 「GRAVITY DAZE The Animation 〜Ouverture〜」（2017年）監督
- 「エヴァンゲリオン 使徒、博多襲来」福岡キャナルシティ プロジェクションマッピング 総監督 (2019年)